# J. Alan Holman

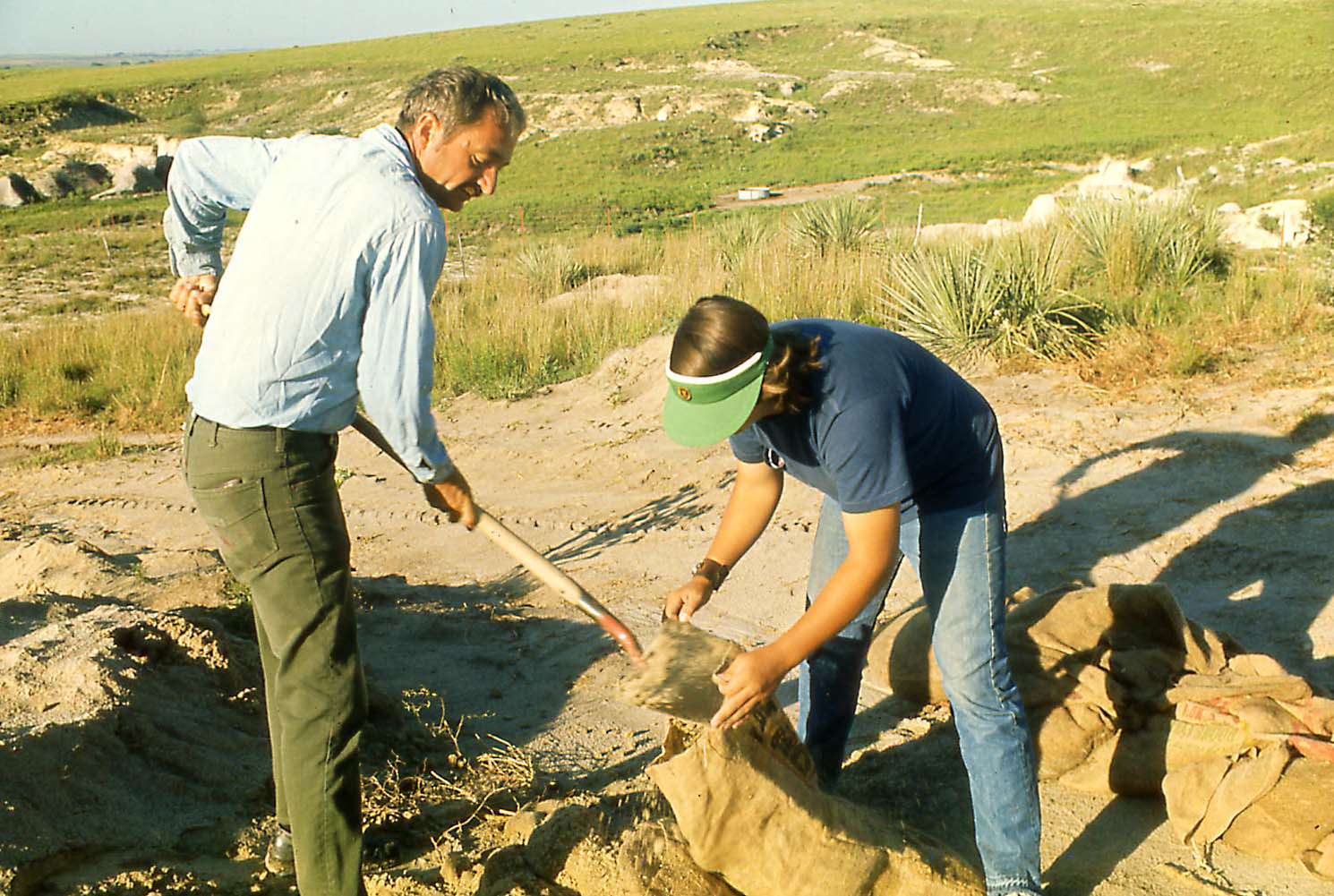
J. Alan Holman bei Ausgrabungsarbeiten mit seinem Sohn im Jahr 1974

J. Alan Holman (* 24. September 1931 in Indianapolis, Indiana; † 12. August 2006 am Fife Lake, Michigan) war ein US-amerikanischer Wirbeltierpaläontologe. Sein Forschungsschwerpunkt war die Paläoherpetologie des Känozoikums.

## Leben
Holman war der Sohn von Albert J. Holman, einem Angestellten der Telefongesellschaft AT&T, und dessen Frau Catherine Pennington Holman, einer Lehrerin. 1953 erlangte er den Bachelor of Arts am Franklin College. Von 1953 bis 1955 leistete er seinen aktiven Dienst bei der United States Naval Reserve, wo er als Sanitäter im Krankenhaus arbeitete und den Rang eines Petty Officer Third Class erhielt. Anschließend studierte er an der University of Florida in Gainesville, wo er 1957 zum Master of Science graduierte und 1961 unter der Leitung von Pierce Brodkorb zum Ph.D. promoviert wurde. Seine Dissertation hatte den Titel Osteology of living and fossil new world quail. Von 1960 bis 1961 war Holman Assistenzprofessor für Biologie am Howard College (heute Samford University), einer christlichen Universität in Birmingham, Alabama. Von 1962 bis 1968 war er Professor für Wirbeltierzoologie an der Illinois State University. 1967 wurde er Kurator für Wirbeltierpaläontologie an der Michigan State University und 1969 Professor für Geologie. 1972 heiratete er Margaret Bishop, mit der er vier Söhne hatte.
Holman unterrichtete Känozoische Herpetologie und nach der Pensionierung seines Kollegen Marvin Max Hensley (1922–2000) im Jahr 1986 übernahm er dessen Herpetologie-Lehrgang. 1997 ging er in den Ruhestand.
Als Kurator fügte er der Sammlung des Michigan State University Museum 3000 Fossilien und 4100 Exemplare rezenter Reptilien und Amphibien hinzu. Neben den Fossilien des Känozoikums war Holman insbesondere an der Herpetofauna des Pleistozäns interessiert. Seine Funde stammen aus Höhlen, Torfmooren, Sandgruben, Dolinen und anderen paläontologischen Ausgrabungsstellen. Zu den von Holman beschriebenen Taxa zählen Nerodia hibbardi, Amphiuma antica, Trionyx quinni und Thaumastosaurus wardi. 1965 schrieb er über die pleistozäne Unterart Terrapene carolina putnami der Carolina-Dosenschildkröte aus dem Denton County in Texas, die mit einer Bauchpanzerlänge von 26,9 cm doppelt so lang war wie die rezente Form. Holman befasste sich auch mit lebenden Reptilien und Amphibien: 1964 beschrieb er die Salamanderart Bolitoglossa riletti und 1965 die Schleichenart Ophisaurus ceroni aus Mexiko.
Der Großteil von Holmans publizierter Arbeit umfasst Fachartikel. Er veröffentlichte auch größere Zusammenfassungen, darunter A Review of North American Tertiary Snakes und A Review of North American Pleistocene Snakes, die 1979 und 1981 in den Publications of the Museum of the Michigan State University erschienen sind. Er veröffentlichte mehrere Bücher über die fossile Herpetofauna und Feldführer über die rezente Herpetofauna von Michigan, darunter The Michigan Roadside Naturalist in Zusammenarbeit mit seiner Frau aus dem Jahr 2003. Sein letztes Manuskript zu The Amphibians and Reptiles of Michigan: A Quaternary and Recent Faunal Adventure  wurde 2012 von Holmans Freund Jim Harding vollendet und als Buch veröffentlicht.
Holman war Mitglied der Society of Vertebrate Paleontology (1998 Ehrenmitglied), der Society for the Study of Amphibians and Reptiles sowie bei der Michigan Academy of Science, Arts, and Letters.
Holman starb im August 2006 in seiner Anglerhütte am Fife Lake in der Nähe von Traverse City in Michigan an den Folgen eines Herzinfarktes.

## Dedikationsnamen
Nach Holman sind die fossile Boa Rukwanyoka holmani und die fossile Spitzmausart Tregosorex holmani benannt.

## Schriften
- The Pleistocene Amphibians and Reptiles of Texas, 1969
- (mit Dirk Gringhuis) Mystery Mammals of the Ice Age: Great Lakes Region, 1975
- Michigan’s Fossil Vertebrates (Educational Bulletin No. 2), 1975
- Herpetofauna of Ladds Quarry, 1985
- Pleistocene Amphibians and Reptiles in Britain and Europe, 1988
- Michigan Snakes: A Field Guide and Pocket Reference, 1989
- Michigan Frogs, Toads, and Salamanders: A Field Guide and Pocket Reference, 1992
- Ancient Life of the Great Lakes Basin, 1995
- Pleistocene Amphibians and Reptiles in North America, 1995
- (mit Jim H. Harding) Michigan Turtles and Lizards a Field Guide and Pocket Reference, 1997
- Fossil Snakes of North America, 2000
- In Quest of Great Lakes Ice-Age Vertebrates, 2001
- Fossil Frogs and Toads of North America, 2003
- (mit Margaret B. Holman) The Michigan Roadside Naturalist, 2003
- (mit Jim H. Harding) The Amphibians and Reptiles of Michigan: A Quaternary and Recent Faunal Adventure, 2012 (posthum)